# Karel Polata
Karel Polata (25. listopadu 1914 Zdíkov – 29. března 1974 Horažďovice) byl český hudební skladatel a dirigent.

## Život
Narodil se v muzikantské rodině v obci Zdíkov. Učil se hře na housle, klavír a varhany. Od roku 1932 bydlela rodina v Sušici. Zde pokračoval ve studiu hry na hudební nástroje a začal i dirigovat. Kapelnické zkoušky a kapelnický živnostenský list získal v roce 1934 a založil hudební osmičlenný soubor, který působil krátkou dobu v Sušici a okolí. Vojenskou službu absolvoval v Písku u plukovní hudby 11. pěšího pluku. Po ukončení vojenské služby působil jako dozorce finanční stráže v Machově. Do Sušice se vrátil v roce 1939. Za druhé světové války pracoval v plzeňském závodě Škoda, kde utrpěl po náletu vážný úraz a musela mu být amputována noha. 
Po válce založil tzv. univerzální orchestr, který dokázal hrát všechny hudební žánry. Kromě toho vedl také velký dechový orchestr, složený z hudebníků Sušice a okolí. Vedle toho vedl  také menší soubor, který působil jako doprovod sušickým divadelním ochotníkům. V roce 1946 dostal příležitost nahrát pro rozhlas několik skladeb a v roce 1947 navázal s Československým rozhlasem dlouhodobou spolupráci. Velký dechový orchestr i malý soubor ukončili činnost v sezoně 1951–1952. Později přijal do kapely i zpěvačku Annu Kučerovou. Od roku 1951 působil univerzální orchestr pod názvem Starošumavská dechová muzika Karla Polaty a hrál především tradiční šumavskou dechovou hudbu. Úspěch kapely byl velký. Hostoval v Praze v Lucerně, kapela jezdila i na zájezdy do tehdejší NDR. Postupně přestal hrát k tanci a soustředil se na koncertní činnost. V roce 1955 založil při sušickém Domu osvěty dudácký soubor i se smíšeným pěveckým souborem. V šedesátých letech byl zaměstnán jako knihovník u sušického útvaru pohraniční stráže a pracoval také jako metodik pro hudební amatéry, vojáky základní služby. Z vojáků sestavil malý soubor s názvem Otavanka. V roce 1971 odešel do invalidního důchodu, ze zdravotních důvodů kapelu v roce 1973 rozpustil. Je pochován na hřbitově v Sušici.
Složil okolo 400 skladeb , sbíral šumavské lidové písně, zapisoval a zpracovával taneční skladby.  Upravoval rovněž lidové skladby a psal texty. 

## Skladby, výběr
Hudba a text Karel Polata
- Hradecký panenky
- Za trnkami
- Věrná Andulička
- Za naší kapličkou
- Myslivecká polka

Hudba Karel Polata, text Ladislav Nushart
- Myslivecká láska
- Na lukách
- Pytlácký valčík
- Rozloučení